# Domnall Claen mac Lorcáin
Domnall mac Lorcáin (†  984),  nommé également  Dómnall Cláin ou Clóen  (i.e: Domnall le Loucheur), est un roi de Leinster de 978 à 984.

## Origine
Domnall est le fils de  Lorcán mac Fáeláin et il est issu des  Uí Dúnchada  un sept des  Uí Dúnlainge  la dynastie qui domine le  Leinster entre le VIIIe siècle et le XIe siècle.

## Règne
Domnall devient roi en 978 après la mort  lors d'un combat à Belan (comté de Kildare) contre les de Gall Gàidheal du  royaume de  Dublin d'Augaire mac Tuathail du Uí Muiredaig, un autre des septs de la  dynastie du Leinster.
Domnall, fait l'objet d'une première entrée dans les chroniques d'Irlande, lorsqu'en 972, il tue Murchad mac Finn roi de Leinster du troisième  septs des Uí Dúnlainge ; le Uí Fháeláin. Ce meurtre est qualifié de traîtrise  par les Annales d'Ulster. 
En 979, Domnall  est capturé dans des circonstances inconnues par les "Hommes de Dublin". Hudson suggère qu'il s'agit  d'une vengeance du roi de Dublin, Amlaíb Cuarán, gendre de  Murchad mac Finn, tué par  Domnall en 972. Il est toutefois libéré en 980 à la suite de la défaite des troupes de  Dublin par Mael Seachnaill II Mór, l'Ard ri Erenn.
Trois ans plus tard, Domnall est l'allié de Ivarr de Waterford contre Máel Sechnaill et le nouverau roi de Dublin Glúniairn demi-frère de  Máel Sechnaill. Domnall et Ivarr sont mis en déroute et Máel Sechnaill ravage le Leinster. L'année suivante en 984, Domnall est tué par les  Uí Cheinnselaigh du sud Leinster,  lignée rivale des Uí Dúnlainge dans le contrôle de la province. Les Annales de Tigernach  précisent que le responsable de sa mort est  Áed mac Echtigern . Domnall a comme successeur comme roi de Leinster son propre fils, Donnchad.

## Sources
- (en) Cet article est partiellement ou en totalité issu de l’article de Wikipédia en anglais intitulé « Domnall Claen » (voir la liste des auteurs).
- (en) Francis John Byrne Irish Kings and High Kings: "Kings of Leinster": Genealogical Tables, p. 290, Dublin, réédition (2004)  (ISBN 1851825525).
- (en) Theodore William Moody, Francis John Byrne Francis X.Martin A New History of Ireland" Tome IX ; Maps Genealogies, Lists. Oxford University Press  (ISBN 0198217455),  Liste p. 201.